# Raimund Hug
Raimund Hug (* 17. April 1935 in Stühlingen) ist ein deutscher katholischer Geistlicher und Kirchenmusiker. Er war Domkapellmeister am Freiburger Münster.

## Leben
Hug wuchs zusammen mit seinen vier Geschwistern, darunter sein Bruder Wolfgang Hug, als Sohn des Ehrenbürgers Franz Hug und dessen Frau Hilda in Stühlingen auf. Schon im frühen Kindesalter lernte er Orgel und Klavier spielen und entwickelte seine Leidenschaft für Kirchenmusik.
Nach seiner Grundschulzeit zog er ins Konradihaus nach Konstanz und besuchte dort das Heinrich-Suso-Gymnasium. Nach seinem Abschluss studierte er in München und Freiburg Theologie und wurde 1960 von Weihbischof Hermann Schäufele zum Priester geweiht. Drei Jahre war er daraufhin in der Seelsorge tätig, bis er 1963 nach Wien ging, um dort Kirchenmusik zu studieren und seine Ausbildung als Orgelkonzert- und Kapellmeister bei Hans Gillesberger, Hans Swarowsky und Hans Haselböck zu machen. Anschließend studierte er Musikwissenschaften in Innsbruck und Basel.
1969 wurde er zum Domkapellmeister in Freiburg ernannt und gründete 1970 die Freiburger Domsingschule mit den Freiburger Domsingknaben, sowie 1973 die Mädchenkantorei am Freiburger Münster. 1976 folgte die Gründung der Choralschola, sowie 1981 die Gründung der Domkapelle. Mit allen Chören unternahm er mehrere Konzertreisen und veröffentlichte mit ihnen mehrere Fernseh-, Rundfunk- und CD-Produktionen. Hug war Domkapellmeister und Leiter der Domsingschule bis zu seinem Ruhestand im Jahr 2003.
Raimund Hug leitet noch heute das von ihm 2006 gegründete Freiburger Ensemble „Cantus et Musica“.
Am 27. Juni 2010 feierte Hug seine Goldene Primiz zusammen mit Bernhard Eichkorn in der Heilig-Kreuz-Kirche in Stühlingen.

## Ehrungen
- Bundesverdienstkreuz am Bande (8. April 1986), überreicht am 14. Juli 1986 durch Rolf Böhme[6][7]
- 1986 Monsignore
- 1987 Chevalier des Ordre des Arts et des Lettres[8]
- 1994 Konradsplakette der Erzdiözese Freiburg
- 2002 Päpstlicher Ehrenprälat
- 2003 Staufermedaille des Landes Baden-Württemberg[9]

## Veröffentlichungen
- Franz Anton Maichelbeck (1702–1750) und die Freiburger Münstermusik. Kehrer Offset, Freiburg 1997.
- Georg Donberger (1709–1768) und die Musikpflege im Augustiner-Chorherrenstift Herzogenburg. Studio-Verlag, Sinzig 2007, ISBN 978-3-89564-032-2

## CD-/LP-Einspielungen
Die musikalische Leitung bzw. Durchführung oblag bei Raimund Hug, soweit nicht anders angegeben.
- 2011: Kammermusik. von Franz Anton Maichelbeck. U.a. mit Slobodan Jovanovic
- 2009: Konstanzer Kathedralmusik des 16. und 17. Jahrhunderts. Cantus et Musica Freiburg
- 2007: Cantiones sacrae : geistliche Musik von Meistern des 16. Jahrhunderts aus dem Umkreis der Universität Freiburg. Ensemble Cantus et Musica Freiburg
- 2007: Musik aus dem Augustiner-Chorherrenstift Herzogenburg. Cantus et Musica Freiburg
- 2003: W. A. Mozart: Requiem. Freiburger Domsingknaben
- 2003: Münsterkonzert zum 175-jährigen Jubiläum der Erzdiözese Freiburg. Freiburger Domchor
- 2003: Hochfeste im Kirchenjahr – Chor und Orgelwerke. Freiburger Domsingknaben
- 2003: Messe in h-Moll. von Johann Sebastian Bach. Domkapelle Freiburg
- 2003: Missa pastoritia. von Georg Joseph Vogler. Freiburger Domchor
- 2003: Münsterkonzert. u. a. Josef G. Rheinberger, Max Bruch. Freiburger Domsingknaben
- 2003: Zachaee, festinans descende. von August Violland. Freiburger Domchor, Domkapelle Freiburg
- 2002: Baroque Christmas Concert from the Cathedral in Freiburg.
- 2002: Festliche Musik aus südwestdeutschen Benediktinerklöster. Freiburger Domsingknaben
- 2002: Sax'n Dom.Kinderlieder. Freiburger Domsingknaben, Sax'n Hop
- 2001: J. S. Bach: Matthäus-Passion. Freiburger Domsingknaben
- 2001: J. G. Rheinberger: Der Stern von Bethlehem.
- 2000: Ave Maria: Mariengesänge. Freiburger Domsingknaben
- 2000: 12 Offertorien. von Martin Gebert. Domkapelle Freiburg
- 1999: Mehrstimmige Messen. Domkapelle Freiburg
- 1999: Es stot ein Lind in Himelrich. Freiburger Domsingknaben, Freiburger Spielleyt
- 1998: Jubilate Deo : die berühmtesten Kirchen- und Domchöre mit den grössten Kirchenliedern. Thomanerchor. Aachener Domchor. Bremer Domchor. Freiburger Domchor. U.a. mit Georg Christoph Biller, Hans-Josef Roth, Wolfgang Helbich
- 1997: Marienlob durch die Jahrhunderte : A-cappella-Motetten. Domkapelle Freiburg
- 1997: Gustav Mahler: Symphonie Nr. 3. Freiburger Domsingknaben
- 1997: Freu Dich Du Himmelskönigin. Freiburger Domsingknaben
- 1997: Wo man singt – Die Freiburger Domsingknaben singen volkstümliche Melodien.
- 1994: Geboren ist Jesus, der Retter der Welt. Freiburger Domsingknaben
- 1994: Jubilate Deo – Festliche Motetten zum Kirchenjahr. Freiburger Domsingknaben
- 1991: Messen von M. Haydn und J. G. Albrechtsberger. Freiburger Domsingknaben
- 1990: Missa Sancti Aloysii. von Michael Haydn. Freiburger Domchor, Freiburger Domsingknaben.
- 1990: Uns ward geschenkt ein Kindelein – Weihnachten mit den Freiburger Domsingknaben. Freiburger Mädchenkantorei, Freiburger Domsingknaben
- 1986: Messe c-moll op. 54. von Louis Spohr. Domsingknaben Freiburg, Freiburger Mädchenkantorei
- 1986: Praeludium, versus et fuga secundi toni. von Franz Anton Maichelbeck. Domsingknaben Freiburger, Freiburger Domkapelle
- 1979: Marienlob im Freiburger Münster. Freiburger Domsingknaben. Orgel: L. Doerr (Improvisation), B. Marx. Kompositionen von G. Aichinger, J. N. David, R. Giovanelli, A. F. Kropfreiter, O. di Lasso, T. L. d Vittoria
- 1977: Messe B-Dur von Franz Schubert. Freiburger Domsingknaben mit dem SWR-Sinfonieorchester